# Зелен флуоресцентен белтък
Зелен флуоресцентен белтък (на английски: green fluorescent protein, GFP) е белтък, отделен от медузата Aequorea victoria, който при осветяването му със синя светлина се характеризира с флуоресценция в зеления диапазон. В днешно време генът на белтъка се използва широко като светлинен маркер в клетъчната и молекулярната биология за изучаване на експресирането на клетъчните белтъци. Разработени са модификации на белтъка за приложение като био-сензори. Създадени са дори цели светещи животни (например прасета), при които флуоресцентният белтък GFP е внесен в генома и се предава по наследство.
През 2008 г. Осаму Шимомура, Мартин Чалфи и Роджър Циен получават Нобелова награда за химия „за откриването и разработката на зеления флуоресцентен белтък GFP“.
|  | Тази страница частично или изцяло представлява превод на страницата „Зелёный флуоресцентный белок“ в Уикипедия на руски. Оригиналният текст, както и този превод, са защитени от Лиценза „Криейтив Комънс – Признание – Споделяне на споделеното“, а за съдържание, създадено преди юни 2009 година – от Лиценза за свободна документация на ГНУ. Прегледайте историята на редакциите на оригиналната страница, както и на преводната страница, за да видите списъка на съавторите. ВАЖНО: Този шаблон се отнася единствено до авторските права върху съдържанието на статията. Добавянето му не отменя изискването да се посочват конкретни източници на твърденията, които да бъдат благонадеждни. |